# Шамар Чьокий Дракпа Йеше Пал Зангпо
Четвъртият Шамар Ринпоче Чьокий Дракпа Йеше Пал Зангпо (1453 – 1524), втори по ранг Лама и регент на линията Карма Кагю е роден в Кангар, окръг Трешо в източнотибетската провинция Кхам. Поради необичайните благоприятни знаци и различните дарования на момчето хората го смятали за прераждане на Кармапа. Самият Седми Кармапа Чьодраг Гяцо се ражда година по-късно. Преподавайки на Дхарма тур в окръг Трешо Кармапа, който по това време е на седем години изпраща Палджор Дондруб, Първия Гялцап Ринпоче да покани Шамарпа и да стане негов учител. Така духовната им връзка се подновява и Кармапа дава на момчето името Чьокий Дракпа Йеше Пал Зангпо. Кармапа го интронизира, връща му червената корона и двамата започват да преподават едновременно на различни места в Тибет, а Шамар Ринпоче достига и Южен Бутан.